# Ibargoiti
Ibargoiti là một đô thị trong tỉnh và cộng đồng tự trị Navarre, Tây Ban Nha. Đô thị này có dân số là 231 người. Đô thị nằm ở độ cao 252 m trên mực nước biển. 
Đô thị này nằm trong khu vực tiếng Castilla là ngôn ngữ chính thức, tiếng Basque không phải là ngôn ngữ chính thức. Các khu phố chính:
- Abínzano
- Idocin (Siège de la mairie)
- Izco
- Salinas de Ibargoiti

| Biến động dân số                                        | Biến động dân số | Biến động dân số | Biến động dân số | Biến động dân số | Biến động dân số | Biến động dân số | Biến động dân số | Biến động dân số | Biến động dân số | Biến động dân số |
| 1996                                                    | 1998             | 1999             | 2000             | 2001             | 2002             | 2003             | 2004             | 2005             | 2006             | 2007             |
| ------------------------------------------------------- | ---------------- | ---------------- | ---------------- | ---------------- | ---------------- | ---------------- | ---------------- | ---------------- | ---------------- | ---------------- |
| 218                                                     | 224              | 231              | 237              | 234              | 238              | 233              | 230              | 228              | 235              | 252              |
| Nguồn: Ibargoiti et instituto de estadística de navarra |                  |                  |                  |                  |                  |                  |                  |                  |                  |                  |

==Tham khảo==